# Henri Viret
Pour les articles homonymes, voir Viret.
Henri Viret, né le 11 avril 1882 à Lausanne (originaire de Villars-Tiercelin) et mort le 25 mai 1974 dans la même ville, est une personnalité politique suisse, membre du Parti socialiste, puis du Parti ouvrier et populaire.
Il siège au Conseil national de 1919 à 1922.

## Biographie

### Origines et famille
Henri-Auguste Viret naît le 11 avril 1882 à Lausanne. Il est originaire de Villars-Tiercelin, dans le canton de Vaud.
Son père, Adolphe Viret, est menuisier ; sa mère est née Jenny Amiguet.
Il épouse en premières noces Julia-Henriette Tétaz, fille d'un employé d'administration, puis Elvina Perrin, fille d'un manœuvre.

### Formation et parcours professionnel
Après l'école primaire, il occupe pendant deux ans, de 1897 à 1899, un poste d'employé de bureau, et fait un apprentissage de menuisier auprès de son père.
D'abord ouvrier et secrétaire de la Fédération des ouvriers maçons et manœuvres de 1905 à 1906, il est ensuite ouvrier menuisier de 1907 à 1909. Il est secrétaire romand de la Fédération du commerce, des transports et de l'alimentation de 1909-1924 et rédacteur de son bulletin La Solidarité en 1918-1919. 
Il ouvre en 1925 un bureau de conseils et de renseignements juridiques.

### Parcours politique
Militant dès 1901, il devient secrétaire du Parti socialiste lausannois en 1904, puis président du parti ouvrier socialiste (1912) et de l'Union syndicale de Lausanne (1915).
Il est conseiller communal (législatif) à Lausanne, sous les couleurs socialistes de 1913 à 1937 puis sous celles du Parti ouvrier et populaire (POP) de 1946 à 1971, et député au Grand Conseil du canton de Vaud, sous les couleurs socialistes de 1917 à 1941 (année lors de laquelle il est exclu du parti), puis sous celles du POP (auquel il adhère en 1944) de 1945 à 1972. Longtemps doyen de fonction à la fin de ces deux mandats et occupant à ce titre la présidence de ces hémicycles au début de la législature, il ne peut les exercer pendant la Seconde Guerre mondiale, l'extrême gauche étant interdite en Suisse à cette période.
Il siège par ailleurs au Conseil national du 1er décembre 1919 au 3 décembre 1922. 

### Autres activités
Il est l'un des membres fondateurs en 1948 de l'Avivo (Association des vieillards, invalides, veuves et orphelins).

### Mort
Il meurt le 25 mai 1974 à Lausanne, à l'âge de 92 ans.